# Újezd u Chocně
Újezd u Chocně település Csehországban, az Ústí nad Orlicí-i járásban. Újezd u Chocně Čermná nad Orlicí, Horní Jelení, Choceň, Dobříkov, Běstovice, Plchovice, Sruby és Bošín településekkel határos. Lakosainak száma 339 fő (2024. január 1.).

## Népesség
A település lakosságának változását az alábbi diagram mutatja:
| Lakosok száma | 523  | 572  | 506  | 426  | 319  | 293  | 323  | 323  | 320  | 339  |
|               | 1869 | 1890 | 1921 | 1950 | 1980 | 2001 | 2017 | 2019 | 2022 | 2024 |